# Dreiband-Weltmeisterschaft für Nationalmannschaften 2006

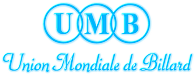
Logo UMB (ausrichtender Verband)

Veranstaltungsort: Viersen

Die Dreiband-Weltmeisterschaft für Nationalmannschaften 2006 war die 20. Auflage dieses Turniers, das seit 1981 in der Regel jährlich in der Billardvariante Dreiband ausgetragen wird. Sie fand vom 9. bis zum 12. Februar 2006 in Viersen statt; seit 1990 fester Austragungsort der WM.

## Turnierkommentar
Im Finale machte Titelverteidiger Schweden, in der Besetzung Torbjörn Blomdahl/Michael Nilsson mit der 1. Mannschaft aus Deutschland (Christian Rudolph/Martin Horn) kurzen Prozess. Der Kraftakt den Rudolph im Halbfinalspiel gegen den Türken Semih Saygıner geleistet hatte, forderte seinen Tribut. Er verlor gegen Schwedens Nummer 1 Torbjörn Blomdahl klar in drei Sätzen mit 15:3, 15:4 und 15:4. Da half es auch nicht, das Martin Horn nach dem 3. Satz mit 2:1 vorne lag. Der 4. Satz wurde gar nicht mehr begonnen. Blohmdahls Sieg hatte das Finale, nach Punkten, vorzeitig entschieden. Die Deutschen durften sich an der Silbermedaille freuen.
Das zweite Halbfinale, gegen den Niederländer Raimond Burgman, wurde von Nilssons klaren 3:0-Sieg  (15:12, 15:13 und 15:8) entschieden. Zu diesem Zeitpunkt lag Blomdahl ebenfalls 2:0 in Führung, ein dritter Satz war, wegen der Punkteführung der Schweden, obsolet.

Bei den Viertelfinalbegegnungen sah die Auslosung folgende Partien vor: Niederlande/Spanien, Japan/Schweden, Belgien/Türkei (Gewinner von 2003 und 2004). Die erste deutsche Mannschaft musste gegen Dänemark antreten. In diesen Partien kam es zu einem Nervenkrieg an beiden Tischen. Rudolph musste in seinem Spiel gegen Tonny Carlsen über die volle Distanz von fünf Sätzen gehen. Erst der letzte Ball brachte dem Kölner den Sieg. Später kommentierte er seine Partie mit den Worten:

„Ich wusste zwar nicht genau, wie es aussieht, aber mir war klar, dass ich gewinnen musste.“

 Horn tat sich ebenfalls schwer mit seinem Gegner. Er musste die volle Distanz spielen und lag gegen Dion Nelin, beim Stand von 2:2-Sätzen im fünften Satz, bereits hoffnungslos hinten. Es gelang ihm das Spiel noch herumzureißen und mit 15:13 zu gewinnen.
Mit einem klaren 3:0-Sieg, im Parallelspiel, revanchierte sich Daniel Sánchez aus Spanien für die Hauptrundenniederlage gegen Ex-Weltmeister Dick Jaspers aus den Niederlanden. Sein Teamkollege Carlos Crespo machte es genau andersherum. In seiner Partie konnte er keinen einzigen Satz für sich verbuchen und gab insgesamt 20 Punkte an Burgman ab. Da Jaspers nur 11 Punkte an Sanchez abgab,  stand es nach beiden Partien 2:2 und 3:3 nach Satzpunkten. Ein Gleichstand; - es musste das bessere Ballverhältnis entscheiden. Mit 79:70 für die Niederländer kamen, die eine Runde weiter.
Zwischen der Türkei und Belgien ging es ähnlich spannend zu. Die Vorderasiaten mussten bis zum Schluss um den Einzug in die nächste Runde bangen. Jozef Philipoom aus Belgien löste schließlich das Ticket der Türkei, indem er seinen Matchball verschoss. Der türkische Meister Saygıner machte, bei seinem Spiel gegen den belgischen Meister Francis Forton, den ersten Satz zu einer Abwehrschlacht. Forton brauchte 28 Aufnahmen um den Satz für sich zu entscheiden. Dann fand der Türke zu gewohnter Spielstärke und fertigte Forton mit 15:3 in 2 und 15:7 in 4 Aufnahmen ab. Im vierten und letzten Satz brauchte er zwar 5 Aufnahmen, gewann aber mit 15:7. Das brachte ihm bei einem Ballverhältnis von 70:45 einen Punktevorsprung von 25 Punkten. Yüksel lag zwar zu diesem Zeitpunkt nach dem 4. Satz mit 49:58 hinten, Philipoom hätte aber bei einem Spiel auf 15 Punkte 16 Punkte aufholen müssen, was nicht möglich war. Die Turnierleitung brach das Spiel ab und die Belgier waren ausgeschieden.

## Spielmodus
Wird das Turnier mit 20 Teams gespielt und es melden sich weniger Teams an, werden B-Teams zugelassen. Diese werden wie folgt vergeben:
1. Titelträger (hier:  Schweden)
2. Organisierende Nation (hier:  Deutschland)
3. Nächstfolgende Nation nach Weltrangliste (hier: –)

Gespielt wurde in Viersen auf zwei Match-Billards. Jedes Team bestand aus zwei Spielern. Die besten acht Nationen der Weltrangliste sind gesetzt und kommen direkt in die Hauptrunde. Die elf anderen Nationen plus das 2. Team des Titelverteidigers Schweden traten in der Vorrunde in Dreiergruppen gegeneinander an. Die Gruppenersten spielen in der Hauptrunde weiter.
Es wurde im Satzsystem auf Punkte gespielt – in der Gruppenphase „Best of 3“ in Gruppen à drei Teams, ab dem Viertelfinals „Best of 5“. Seit 2004 wird kein Platz 3 mehr ausgespielt. Somit gab es 2 Bronzemedaillen. Die Shot-clock stand auf 40 Sekunden, mit der Möglichkeit für jeden Spieler ein Time-out je Spiel von ebenfalls 40 Sekunden zu nehmen.
Bei Punktegleichstand wird wie folgt gewertet:
1. Matchpunkte (MP)
2. Satzverhältnis (SV)
3. Mannschafts-Generaldurchschnitt (MGD)

## Teilnehmer
| Nation          | Gruppe | Spieler 1            | Spieler 2              |
| --------------- | ------ | -------------------- | ---------------------- |
| Ägypten         | B      | Ihab el Messery      | Mohammed Zayed         |
| Belgien*1       | G      | Francis Forton       | Jozef Philipoom        |
| Dänemark*1      | H      | Dion Nelin           | Tonny Carlsen          |
| Deutschland A*1 | G      | Christian Rudolph    | Martin Horn            |
| Deutschland B   | D      | Jens Eggers          | Thorsten Frings        |
| Ecuador         | C      | Luis Aveiga          | Javier Teran           |
| Frankreich      | C      | Jérémy Bury          | Christophe Duval       |
| Griechenland    | A      | Filipos Kasidokostas | Nikos Polychronopoulos |
| Japan*1         | E      | Hideaki Kobayashi    | Ryūji Umeda            |
| Südkorea        | C      | Kim Kyung-roul       | Hwang Durk-hee         |
| Mexiko          | A      | Luis Avila           | Guillermo Sosa         |
| Niederlande*1   | F      | Dick Jaspers         | Raimond Burgman        |
| Österreich      | B      | Andreas Efler        | Andreas Horvath        |
| Portugal        | D      | Rui Manuel Costa     | Jorge Theriaga         |
| Schweden A*1    | E      | Torbjörn Blomdahl    | Michael Nilsson        |
| Schweden B      | D      | Nalle Ohlsson        | Björn Lohmander        |
| Spanien*1       | F      | Daniel Sánchez       | Carlos Crespo          |
| Tschechien      | B      | Ivo Gasdoz           | Radovan Hajek          |
| Türkei*1        | H      | Semih Saygıner       | Adnan Yüksel           |
| Vietnam         | A      | Ly The Vinh          | Dương Anh Vũ           |

Anmerkung
*1 Nation war für die Hauptrunde der Gruppenphase gesetzt

## Gruppenphase

### Qualifikationsrunde
Die Gruppenersten zogen in die Hauptrunde weiter.

#### Gruppe A
| Platz | Nation       | Sp. | G-U-V | MP  | SV  | MGD   | BEMD  |
| ----- | ------------ | --- | ----- | --- | --- | ----- | ----- |
| 1     | Griechenland | 2   | 1-1-0 | 3:1 | 6:4 | 1,525 | 1,756 |
| 2     | Mexiko       | 2   | 0-2-0 | 2:2 | 6:4 | 1,284 | 1,488 |
| 3     | Vietnam      | 2   | 0-1-1 | 1:3 | 3:7 | 1,116 | 1,078 |

| Datum                   | Nation 1     | MGD   | MP  | SV  | MGD   | Nation 2     |
| ----------------------- | ------------ | ----- | --- | --- | ----- | ------------ |
| 9. Februar 2006 14:00h  | Mexiko       | 1,115 | 1:1 | 3:2 | 1,078 | Vietnam      |
| 9. Februar 2006 18:00h  | Vietnam      | 1,171 | 0:2 | 1:4 | 1,756 | Griechenland |
| 10. Februar 2006 11:00h | Griechenland | 1,325 | 1:1 | 2:3 | 1,488 | Mexiko       |

#### Gruppe B
| Platz | Nation     | Sp. | G-U-V | MP  | SV  | MGD   | BEMD  |
| ----- | ---------- | --- | ----- | --- | --- | ----- | ----- |
| 1     | Österreich | 2   | 2-0-0 | 4:0 | 8:1 | 1,112 | 1,150 |
| 2     | Ägypten    | 2   | 0-1-1 | 1:3 | 4:7 | 0,960 | 0,985 |
| 3     | Tschechien | 2   | 0-1-1 | 1:3 | 3:7 | 0,861 | 0,942 |

| Datum                   | Nation 1   | MGD   | MP  | SV  | MGD   | Nation 2   |
| ----------------------- | ---------- | ----- | --- | --- | ----- | ---------- |
| 9. Februar 2006 14:00h  | Ägypten    | 0,985 | 1:1 | 3:3 | 0,942 | Tschechien |
| 9. Februar 2006 18:00h  | Tschechien | 0,759 | 0:2 | 0:4 | 1,071 | Österreich |
| 10. Februar 2006 11:00h | Österreich | 1,150 | 2:0 | 4:1 | 0,932 | Ägypten    |

#### Gruppe C
| Platz | Nation     | Sp. | G-U-V | MP  | SV  | MGD   | BEMD  |
| ----- | ---------- | --- | ----- | --- | --- | ----- | ----- |
| 1     | Ecuador    | 2   | 1-1-0 | 3:1 | 6:3 | 1,179 | 1,200 |
| 2     | Südkorea   | 2   | 0-2-0 | 2:2 | 6:5 | 1,207 | 1,425 |
| 3     | Frankreich | 2   | 0-1-1 | 1:3 | 3:7 | 0,954 | 1,161 |

| Datum                  | Nation 1   | MGD   | MP  | SV  | MGD   | Nation 2 |
| ---------------------- | ---------- | ----- | --- | --- | ----- | -------- |
| 9. Februar 2006 12:00h | Südkorea   | 1,425 | 1:1 | 3:2 | 1,153 | Ecuador  |
| 9. Februar 2006 16:00h | Frankreich | 0,687 | 0:2 | 0:4 | 1,200 | Ecuador  |
| 9. Februar 2006 20:00h | Frankreich | 1,161 | 1:1 | 3:3 | 1,065 | Südkorea |

#### Gruppe D
| Platz | Nation        | Sp. | G-U-V | MP  | SV  | MGD   | BEMD  |
| ----- | ------------- | --- | ----- | --- | --- | ----- | ----- |
| 1     | Portugal      | 2   | 2-0-0 | 4:0 | 8:0 | 1,445 | 1,538 |
| 2     | Deutschland B | 2   | 1-0-1 | 2:2 | 4:6 | 0,902 | 1,074 |
| 3     | Schweden B    | 2   | 0-0-2 | 0:4 | 2:8 | 0,880 | -     |

| Datum                   | Nation 1      | MGD   | MP  | SV  | MGD   | Nation 2      |
| ----------------------- | ------------- | ----- | --- | --- | ----- | ------------- |
| 9. Februar 2006 14:00h  | Deutschland B | 1,074 | 2:0 | 4:2 | 0,825 | Schweden B    |
| 9. Februar 2006 18:00h  | Portugal      | 1,538 | 2:0 | 4:0 | 1,000 | Schweden B    |
| 10. Februar 2006 11:00h | Portugal      | 1,363 | 2:0 | 4:0 | 0,571 | Deutschland B |

### Hauptrunde
Die mit *1 gekennzeichneten Nationen waren für die Hauptrunde gesetzt und durch die vier Gruppenersten der Vorrunde ergänzt.

#### Gruppe E
| Platz | Nation       | Sp. | G-U-V | MP  | SV  | MGD   | BEMD  |
| ----- | ------------ | --- | ----- | --- | --- | ----- | ----- |
| 1     | Schweden A*1 | 2   | 2-0-0 | 4:0 | 8:2 | 1,406 | 1,810 |
| 2     | Japan*1      | 2   | 1-0-1 | 2:2 | 5:5 | 1,215 | 1,269 |
| 3     | Portugal     | 2   | 0-0-2 | 0:4 | 2:8 | 1,056 | -     |

| Datum                   | Nation 1   | MGD   | MP  | SV  | MGD   | Nation 2   |
| ----------------------- | ---------- | ----- | --- | --- | ----- | ---------- |
| 10. Februar 2006 14:00h | Japan      | 1,269 | 2:0 | 4:1 | 1,180 | Portugal   |
| 10. Februar 2006 18:00h | Schweden A | 1,810 | 2:0 | 4:1 | 1,138 | Japan      |
| 11. Februar 2006 11:00h | Portugal   | 0,947 | 0:2 | 1:4 | 1,152 | Schweden A |

#### Gruppe F
| Platz | Nation        | Sp. | G-U-V | MP  | SV  | MGD   | BEMD  |
| ----- | ------------- | --- | ----- | --- | --- | ----- | ----- |
| 1     | Niederlande*1 | 2   | 2-0-0 | 4:0 | 8:2 | 1,615 | 1,738 |
| 2     | Spanien*1     | 2   | 0-1-1 | 1:3 | 4:6 | 1,066 | 1,224 |
| 3     | Österreich    | 2   | 0-1-1 | 1:3 | 3:7 | 1,132 | 1,052 |

| Datum                   | Nation 1    | MGD   | MP  | SV  | MGD   | Nation 2    |
| ----------------------- | ----------- | ----- | --- | --- | ----- | ----------- |
| 10. Februar 2006 14:00h | Spanien     | 1,224 | 1:1 | 3:2 | 1,052 | Österreich  |
| 10. Februar 2006 18:00h | Niederlande | 1,510 | 2:0 | 4:1 | 0,872 | Spanien     |
| 11. Februar 2006 11:00h | Österreich  | 1,243 | 0:2 | 1:4 | 1,738 | Niederlande |

#### Gruppe G
| Platz | Nation          | Sp. | G-U-V | MP  | SV  | MGD   | BEMD  |
| ----- | --------------- | --- | ----- | --- | --- | ----- | ----- |
| 1     | Deutschland A*1 | 2   | 1-1-0 | 3:1 | 6:2 | 1,402 | 1,527 |
| 2     | Belgien*1       | 2   | 1-1-0 | 3:1 | 6:3 | 1,404 | 1,541 |
| 3     | Ecuador         | 2   | 0-0-2 | 0:4 | 1:8 | 1,100 | -     |

| Datum                   | Nation 1      | MGD   | MP  | SV  | MGD   | Nation 2      |
| ----------------------- | ------------- | ----- | --- | --- | ----- | ------------- |
| 10. Februar 2006 16:00h | Belgien       | 1,541 | 2:0 | 4:1 | 1,239 | Ecuador       |
| 10. Februar 2006 20:00h | Deutschland A | 1,527 | 1:1 | 2:2 | 1,222 | Belgien       |
| 11. Februar 2006 13:30h | Ecuador       | 0,954 | 0:2 | 0:4 | 1,304 | Deutschland A |

#### Gruppe H
| Platz | Nation       | Sp. | G-U-V | MP  | SV  | MGD   | BEMD  |
| ----- | ------------ | --- | ----- | --- | --- | ----- | ----- |
| 1     | Türkei*1     | 2   | 1-1-0 | 3:1 | 6:3 | 1,293 | 1,510 |
| 2     | Dänemark*1   | 2   | 0-2-0 | 2:2 | 5:5 | 1,197 | 1,313 |
| 3     | Griechenland | 2   | 0-1-1 | 1:3 | 4:7 | 1,395 | 1,411 |

| Datum                   | Nation 1     | MGD   | MP  | SV  | MGD   | Nation 2     |
| ----------------------- | ------------ | ----- | --- | --- | ----- | ------------ |
| 10. Februar 2006 16:00h | Dänemark     | 1,313 | 1:1 | 3:3 | 1,411 | Griechenland |
| 10. Februar 2006 20:00h | Griechenland | 1,377 | 0:2 | 1:4 | 1,510 | Türkei       |
| 11. Februar 2006 13:30h | Türkei       | 1,066 | 1:1 | 2:2 | 1,066 | Dänemark     |

## Finalrunde
|  | Viertelfinale Best of 5 | Viertelfinale Best of 5 |                    |               | Halbfinale Best of 5 | Halbfinale Best of 5 |  |  | Finale Best of 5 | Finale Best of 5 |
|  |                         |                         |                    |               |                      |                      |  |  |                  |                  |
|  | 11. Februar, 17:00      |                         |                    |               |                      |                      |  |  |                  |                  |
|  |                         |                         |                    |               |                      |                      |  |  |                  |                  |
|  | Niederlande             | 1:1/3:3/1,975           |                    |               |                      |                      |  |  |                  |                  |
|  | Niederlande             | 1:1/3:3/1,975           | 12. Februar, 11:30 |               |                      |                      |  |  |                  |                  |
|  | Spanien                 | 1:1/3:3/1,794           |                    |               |                      |                      |  |  |                  |                  |
|  | Spanien                 | 1:1/3:3/1,794           | Niederlande        | 0:2/0:5/1,404 |                      |                      |  |  |                  |                  |
|  | 11. Februar, 20:00      |                         | Niederlande        | 0:2/0:5/1,404 |                      |                      |  |  |                  |                  |
|  |                         |                         | Schweden A         | 2:0/5:0/1,666 |                      |                      |  |  |                  |                  |
|  | Japan                   | 0:2/3:5/1,141           | Schweden A         | 2:0/5:0/1,666 |                      |                      |  |  |                  |                  |
|  | Japan                   | 0:2/3:5/1,141           | 12. Februar, 14:00 |               |                      |                      |  |  |                  |                  |
|  | Schweden A              | 2:0/5:3/1,215           |                    |               |                      |                      |  |  |                  |                  |
|  | Schweden A              | 2:0/5:3/1,215           | Schweden A         | 1:1/4:2/1,565 |                      |                      |  |  |                  |                  |
|  | 11. Februar, 20:00      |                         | Schweden A         | 1:1/4:2/1,565 |                      |                      |  |  |                  |                  |
|  |                         |                         | Deutschland A      | 1:1/2:4/1,130 |                      |                      |  |  |                  |                  |
|  | Belgien                 | 0:2/4:5/1,183           | Deutschland A      | 1:1/2:4/1,130 |                      |                      |  |  |                  |                  |
|  | Belgien                 | 0:2/4:5/1,183           | 12. Februar, 11:30 |               |                      |                      |  |  |                  |                  |
|  | Türkei                  | 2:0/5:4/1,367           |                    |               |                      |                      |  |  |                  |                  |
|  | Türkei                  | 2:0/5:4/1,367           | Türkei             | 0:2/1:5/1,531 |                      |                      |  |  |                  |                  |
|  | 11. Februar, 17:00      |                         | Türkei             | 0:2/1:5/1,531 |                      |                      |  |  |                  |                  |
|  |                         |                         | Deutschland A      | 2:0/5:1/1,680 |                      |                      |  |  |                  |                  |
|  | Deutschland A           | 2:0/6:4/1,416           | Deutschland A      | 2:0/5:1/1,680 |                      |                      |  |  |                  |                  |
|  | Deutschland A           | 2:0/6:4/1,416           |                    |               |                      |                      |  |  |                  |                  |
|  | Dänemark                | 0:2/4:6/1,439           |                    |               |                      |                      |  |  |                  |                  |
|  | Dänemark                | 0:2/4:6/1,439           |                    |               |                      |                      |  |  |                  |                  |

## Abschlusstabelle
| MP    | Match Punkte (Sieger = 2; Unentschieden = 1; Verlierer = 0) |
| SV    | Satzverhältnis (nur bei Turnieren im Satzsystem)            |
| Pkte. | Erzielte Karambolagen                                       |
| Aufn. | benötigte Aufnahmen                                         |
| GD    | Generaldurchschnitt                                         |
| MGD   | Mannschafts-Generaldurchschnitt                             |
| BED   | Bester Einzeldurchschnitt eines Spielers                    |
| BEMD  | Bester Einzeldurchschnitt einer Mannschaft                  |
| BSD   | Bester Satzdurchschnitt eines Spielers                      |
| HS    | Höchstserie                                                 |
| WRP   | Weltranglistenpunkte                                        |

| Phase           | Platz | Nation        | Sp. | G-U-V | MP   | PP  | SV    | Pkt. | Aufn. | MGD   | BEMD  |
| --------------- | ----- | ------------- | --- | ----- | ---- | --- | ----- | ---- | ----- | ----- | ----- |
| Finale          | 1     | Schweden A    | 5   | 5-0-0 | 10:0 | 9:2 | 22:7  | 378  | 266   | 1,421 | 1,810 |
| Finale          | 2     | Deutschland A | 5   | 3-1-1 | 7:3  | 8:2 | 19:11 | 370  | 262   | 1,412 | 1,680 |
| Halb- finale    | 3     | Niederlande   | 4   | 3-0-1 | 6:2  | 5:3 | 11:10 | 285  | 173   | 1,674 | 1,975 |
| Halb- finale    | 3     | Türkei        | 4   | 2-1-1 | 5:3  | 5:4 | 12:12 | 310  | 226   | 1,371 | 1,510 |
| Viertel- finale | 5     | Belgien       | 3   | 1-1-1 | 3:3  | 4:3 | 10:8  | 221  | 171   | 1,292 | 1,541 |
| Viertel- finale | 6     | Japan         | 3   | 1-0-2 | 2:4  | 3:4 | 8:10  | 196  | 166   | 1,180 | 1,269 |
| Viertel- finale | 7     | Dänemark      | 3   | 0-2-1 | 2:4  | 2:4 | 9:1   | 233  | 178   | 1,308 | 1,313 |
| Viertel- finale | 8     | Spanien       | 3   | 0-1-2 | 1:5  | 2:4 | 7:9   | 182  | 144   | 1,263 | 1,794 |
| Gruppen- phase  | 9     | Österreich    | 4   | 2-1-1 | 5:3  | 5:3 | 11:8  | 240  | 214   | 1,121 | 1,150 |
| Gruppen- phase  | 10    | Portugal      | 4   | 2-0-2 | 4:4  | 4:4 | 10:8  | 233  | 190   | 1,226 | 1,538 |
| Gruppen- phase  | 11    | Griechenland  | 4   | 1-2-1 | 4:4  | 4:4 | 10:11 | 256  | 176   | 1,454 | 1,756 |
| Gruppen- phase  | 12    | Ecuador       | 4   | 1-1-2 | 3:5  | 3:5 | 7:11  | 204  | 178   | 1,146 | 1,200 |
| Gruppen- phase  | 13    | Mexiko        | 2   | 0-2-0 | 2:2  | 2:2 | 6:4   | 122  | 95    | 1,284 | 1,488 |
| Gruppen- phase  | 14    | Südkorea      | 2   | 0-2-0 | 2:2  | 2:2 | 6:5   | 122  | 101   | 1,207 | 1,425 |
| Gruppen- phase  | 15    | Deutschland B | 2   | 1-0-1 | 2:2  | 2:2 | 4:6   | 111  | 123   | 0,902 | 1,074 |
| Gruppen- phase  | 16    | Ägypten       | 2   | 0-1-1 | 1:3  | 1:3 | 4:7   | 122  | 127   | 0,960 | 0,985 |
| Gruppen- phase  | 17    | Vietnam       | 2   | 0-1-1 | 1:3  | 1:3 | 3:7   | 96   | 86    | 1,116 | 1,078 |
| Gruppen- phase  | 18    | Frankreich    | 2   | 0-1-1 | 1:3  | 1:3 | 3:7   | 105  | 110   | 0,954 | 1,161 |
| Gruppen- phase  | 19    | Tschechien    | 2   | 0-1-1 | 1:3  | 1:3 | 3:7   | 106  | 123   | 0,861 | 0,942 |
| Gruppen- phase  | 20    | Schweden B    | 2   | 0-0-2 | 0:4  | 0:4 | 2:8   | 103  | 117   | 0,800 | –     |